# Terry McMillan

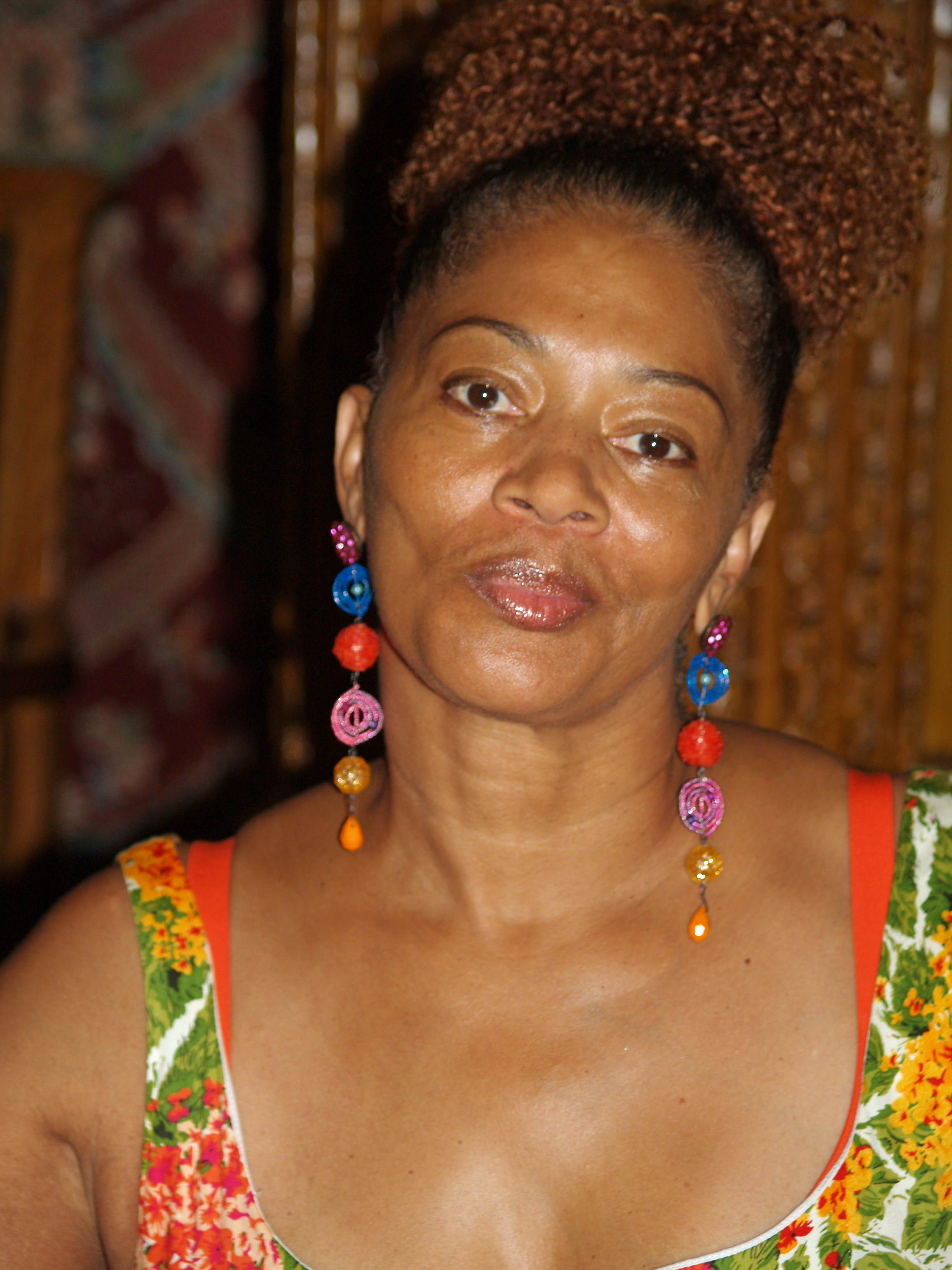
Terry McMillan 2008

Terry McMillan (* 18. Oktober 1951 in Port Huron, Michigan) ist eine preisgekrönte US-amerikanische Autorin, die mit ihrem Roman Waiting to Exhale (1992, dt. Endlich ausatmen) internationale Bekanntheit erlangte.

## Leben und Schaffen

### Kindheit und Jugend
Terry McMillan wurde am 18. Oktober 1951 in Port Huron, Michigan, als ältestes von fünf Kindern geboren. Ihr Vater, Edward Lewis McMillan, starb an Komplikationen in Zusammenhang mit Diabetes, als Terry sechzehn Jahre alt war. Ihre Mutter, Madeline Washington Tillman, war für sie eine sehr wichtige Bezugsperson. Als McMillan dreizehn Jahre alt war, ließen sich ihre Eltern scheiden. Madeline vermittelte ihren Kindern schon früh ein starkes Verantwortungsbewusstsein. Wenn sie bei der Arbeit war, erwartete sie von ihnen, dass sie das Haus sauber hielten und sich benahmen.
Mit sechzehn fand McMillan ihren ersten bezahlten Job. Sie ordnete Bücher in der St. Clair Country Bibliothek ein – eine Arbeit, die ihr die Welt der Bücher eröffnete. Sie habe sich besonders mit einer Biografie von Louisa May Alcott identifiziert, weil auch Alcott zum Unterhalt ihrer Familie beitragen musste, als sie noch sehr jung war. Auch die Romane der Brontë-Schwestern gefielen ihr. Die Entdeckung der Werke von James Baldwin war für sie besonders wichtig, da sie zuvor nicht wusste, dass Schwarze Bücher schreiben und veröffentlichen können.

### Studium
Nach ihrem Highschool-Abschluss verließ McMillan Port Huron und ging mit den 300 Dollar, die sie durch ihre Arbeit als Lochkartenstanzerin gespart hatte, nach Los Angeles. Tagsüber arbeitete sie als Schreibkraft für eine Versicherungsgesellschaft und abends besuchte sie Kurse am Los Angeles City College. Besonders beeinflusst wurde sie durch einen Kurs über afroamerikanische Literatur. Ein Autor, der sie neben James Baldwin stark beeindruckt hat, war Langston Hughes. McMillan setzte in ihrem eigenen Werk seine Bemühungen fort, den Rhythmus der Schwarzen Umgangssprache einzufangen. McMillan schnitt am City College so gut ab, dass sie an die University of California, Berkeley wechseln konnte, um ihren Abschluss zu machen. Dort begann sich auch ihr Interesse am Schreiben zu manifestieren. Sie belegte Journalismus als Hauptfach und schrieb häufig Artikel für die Studentenzeitungen Daily Californian und Black Thoughts. Außerdem nahm sie an einem Workshop für kreatives Schreiben teil, der von Ishmael Reed geleitet wurde. Nach ihrem Bachelor of Science in Berkeley reiste McMillan 1979 quer durch das Land, um an der Columbia University in New York City einen Master-Abschluss im Fine Arts in Film-Programm zu machen. Sie hatte jedoch das Gefühl, dass sie und ein afrikanischer Student, die einzigen Schwarzen in der Klasse, ungerecht behandelt wurden. Sie brach das Studium ab, verbrachte aber noch einige Jahre in New York.

### Karriere als Schriftstellerin
In New York trat McMillan der Harlem Writers Guild bei, erhielt mehrere Stipendien und Preise und begann schließlich mit der Arbeit an ihrem ersten Roman. Aus ihrer Liebesbeziehung mit Leonard Welch war ein Sohn, Solomon, hervorgegangen. Obwohl McMillan seit drei Jahren mit Welch liiert war, traf sie neun Monate nach der Geburt ihres Sohnes die Entscheidung, ihn zu verlassen. McMillan arbeitete Vollzeit und tippte und druckte die Entwürfe ihres Manuskripts während der Mittagspausen an ihrem Arbeitsplatz. Nachdem das Manuskript fertiggestellt war, gelang es McMillan, es an Houghton Mifflin zu verkaufen. Der Verlag war jedoch nicht bereit, Geld in Werbung zu investieren. Terry McMillan verschickte über dreitausend Briefe an Hochschulen, Buchhandlungen und Berufsverbände, in denen sie ihr Buch beschrieb und kostenlose öffentliche Lesungen anbot. Als die Antworten eintrafen, plante sie ihre eigene Lesereise und perfektionierte einen Lesestil, der sich auf die bekannten Formen der afroamerikanischen Performance-Ästhetik stützte. Ihre Lesungen wurden als „camp meetings“ bezeichnet, eine Anspielung darauf, dass McMillans Lesestil an die Techniken afroamerikanischer Prediger erinnert. Die neununddreißig Lesungen, mit denen McMillan für ihren ersten Roman warb, trugen dazu bei, dass sich die erste Auflage noch vor der Veröffentlichung des Buchs verkaufte. Nur sechs Monate nach der Erstveröffentlichung im Jahr 1987 ging Mama in die dritte Auflage.
Zwei Jahre später folgte ihr zweiter Roman Disappearing Acts (1989), der von der angehenden Sängerin Zora (benannt nach Zora Neale Hurston) handelt. In ihrem nächsten Roman Waiting to Exhale (1992, dt. Endlich ausatmen) porträtierte sie eine unterstützende Gemeinschaft von Frauen: Vier „Sistah-Freundinnen“, die sie mit den Schwächen und Erfahrungen ausstattete, die sie bei sich selbst und anderen Schwarzen Frauen in ihrem Bekanntenkreis beobachtet hat. Der Schauplatz des Romans spiegelt auch McMillans eigenen beruflich bedingten Umzug nach Phoenix wider. Im Jahr 1988 nahm sie eine Stelle als Dozentin für kreatives Schreiben an der Universität von Arizona an. Savannah Jackson, die Hauptfigur in Waiting to Exhale, zieht auf der Suche nach beruflichen Möglichkeiten und geeigneten Männern ebenfalls nach Phoenix. 2010 erschien mit Getting to Happy eine Fortsetzung von Waiting to Exhale.
McMillan hat neben zahlreichen Romanen auch eine Reihe von Kurzgeschichten publiziert und den Sammelband Breaking Ice (1990) mit Kurzgeschichten anderer afroamerikanischer Autoren und Autorinnen herausgegeben. Auch hat sie an den Drehbüchern zu Waiting to Exhale und How Stella Got Her Groove Back (1996), ihrem vierten Roman, mitgearbeitet, die 1995 und 1998 ihre Kino-Premieren hatten. McMillan wurde in die Anthologie Daughters of Africa aufgenommen, die 1992 von Margaret Busby herausgegeben wurde. 2008 erhielt sie den Essence Lifetime Achievement Award.

## Werke

### Romane
- Mama (1987)
  - Mama. Aus dem Engl. von Christiane Buchner. Rogner und Bernhard bei Zweitausendeins, Hamburg 1993, ISBN 978-3-8077-0273-5.
- Disappearing Acts (1989)
  - Ab durch die Mitte. Aus dem Engl. von Oliver Huzly. Rogner und Bernhard bei Zweitausendeins, Hamburg 1993, ISBN 978-3-8077-0272-8.
- Waiting to Exhale (1992)
  - Endlich ausatmen. Aus dem Amerikan. von Christiane Buchner und Sabine Roth. Bertelsmann, München 1992, ISBN 3-570-02050-9.
- How Stella Got Her Groove Back (1996)
  - Männer sind die halbe Miete. Aus dem Amerikan. von Angela Schumitz. Bertelsmann, München 1997, ISBN 978-3-570-00061-8.
- A Day Late and a Dollar Short (2001)
- The Interruption of Everything (2006)
- Getting to Happy (2010)
- Who Asked You? (2013)
- I Almost Forgot About You (2016)
- It's Not All Downhill From Here (2020)

### Andere
- Als Herausgeberin: Breaking Ice: An Anthology of Contemporary African-American Fiction (1990)
  - Breaking ice: eine Anthologie zeitgenössischer afro-amerikanischer Literatur. Übers. von Barbara von Bechtolsheim. Rogner und Bernhard bei Zweitausendeins, Hamburg 1994, ISBN 978-3-8077-0274-2.
- It's OK if You're Clueless (2006)

## Verfilmungen
Literarische Vorlage und Drehbuch
- 1995: Warten auf Mr. Right (Kinofilm)
- 1998: Stella's Groove – Männer sind die halbe Miete (Stella’s Groove) (Kinofilm)

Literarische Vorlage
- 2000: Eine Liebe in Brooklyn (Fernsehfilm)
- 2014: A Day Late and a Dollar Short (Fernsehfilm)

## Auszeichnungen
- 1986 Doubleday New Voices in Fiction Award für Mama
- 1987 American Book Award from the Before Columbus Foundation für Mama
- 2002 NAACP Image Award for Outstanding Literary Work, Fiction für A Day Late and a Dollar Short
- 2008 Essence Lifetime Achievement Award
- 2011 NAACP Image Award for Outstanding Literary Work, Fiction für Getting to Happy[9][10]